# Alrance (rzeka)
Alrance – rzeka we Francji, płynąca w całości na terenie departamentu Aveyron. Ma długość 26,01 km. Stanowi prawy dopływ rzeki Tarn. 

## Geografia
Alrance ma źródła na północny wschód od osady Le Mas Vialaret w gminie Alrance. Rzeka generalnie płynie w kierunku południowym. Uchodzi do Tarnu w miejscowości Brousse-le-Château. 
Alrance płynie na terenie jednego departamentu (Aveyron), w tym 5 gmin: Alrance (źródło), Villefranche-de-Panat, Lestrade-et-Thouels, Broquiès, Brousse-le-Château (ujście). 

## Dopływy
Alrance ma 5 opisanych dopływów o długości powyżej 2 km. Są to:
| - Ruisseau de Figeaguet - Ruisseau de Genras - Ruisseau de Bétouille - Ruisseau de la Niade - Ruisseau de Cansac |